# Roddy Darragon
Roddy Darragon, född 31 augusti 1983 i Annecy, är en fransk längdskidåkare som har tävlat internationellt sedan 2002.